# Kongouma
Kongouma ou Congouma est une tribu kanake et un village de Nouvelle-Calédonie, située sur le territoire de la commune de Touho, dans le district coutumier de Poyes et l'aire coutumière Paici-Camuki. En 2019, elle compte 187 habitants ainsi que 89 membres de la tribu qui n'y résident pas.

## Histoire
Gustave Kanappe lors de son périple de Oubatche à Touho, en novembre 1880, y demeure une soirée. Le chef de Kongouma lui indique la chapelle catholique pour abri. Il y assiste à une messe. 
Le lieu avait déjà été décrit en 1874 par Charles Lemire.